# Peter Roggisch
Peter Roggisch (* 10. August 1937 in Berlin; † 21. Februar 2001 in Hamburg) war ein deutscher Schauspieler und Regisseur, der sowohl für das Theater als auch für den Film sowie als Sprecher für Audioproduktionen unter so bekannten Regisseuren wie Alexander Kluge, Hans Neuenfels, Peter Palitzsch und Peter Zadek arbeitete. Er gehörte zu den bedeutendsten Shakespeare-Darstellern Deutschlands.

## Leben
Peter Roggisch studierte nach dem Besuch eines Gymnasiums in Hamburg zunächst vier Semester Jura und nebenbei Schauspielkunst an der Schauspielschule Frese. Er trat an Amateurbühnen in Hamburg auf und erhielt 1958 mit 21 Jahren sein erstes Engagement am Berner Ateliertheater, wo er in Blick zurück im Zorn von John Osborne debütierte. 1960 wurde er zunächst wegen des Ausfalls eines Schauspielers an das Wiener Burgtheater gerufen, danach verlängerte sich sein Engagement wegen des Ausfalls eines anderen Schauspielers um eine weitere Produktion. Anschließend ging er an die Hamburger Kammerspiele.
Von 1962 bis 1964 war er an der Basler Komödie tätig, danach spielte er acht Jahre am Staatstheater Stuttgart (1964 bis 1972) und im Anschluss acht Jahre am Schauspiel Frankfurt. Dort engagierte er sich mit Palitzsch, Neuenfels und anderen am dort praktizierten Mitbestimmungstheater-Projekt. Weitere acht Jahre war er am Schauspielhaus Bochum tätig. Auch etwa am Schauspielhaus Zürich, an der Freien Volksbühne Berlin und an der Berliner Schaubühne war er zu sehen. Neben seinen Engagements am Theater trat er immer wieder in Filmen auf und wirkte als Sprecher in Hörspielen und für Hörbücher mit.
Die letzten Jahre spielte er in seiner Wahlheimat Hamburg regelmäßig bei Martin Kušej am Thalia-Theater, dessen Ensemble er seit 1998 angehörte. Zuletzt trat er als Direktor Hummel in der Gespenstersonate nach August Strindberg und, nach einer Hirntumorerkrankung im Rollstuhl sitzend, mit einer Reihe von Lesungen aus Dantes Göttliche Komödie auf, bis das Fortschreiten seiner Krankheit keine weiteren Bühnenauftritte mehr zuließ.

## Leistungen
Peter Roggisch zählt auch nach seinem Tod zu den bedeutendsten Shakespeare-Darstellern Deutschlands. Auch in Stücken von Brecht wusste er durch seine differenzierte Spielweise zu glänzen. Zeitlebens hatte er Engagements an vielen der bedeutendsten deutschsprachigen Bühnen.
Die Zeit bezeichnete ihn in einer Besprechung der Hamlet-Aufführung von Palitzsch in Stuttgart als „sicher einer der talentiertesten, feinnervigsten Schauspieler des deutschen Theaters“ und in einer Besprechung des Prinzen Sigismund als „sensible[n] und technisch vielseitige[n] Schauspieler“. Selbst das in seiner politischen Tendenz dem bürgerlichen Theater äußerst kritisch gegenüberstehende Theaterlexikon des Henschelverlags bescheinigte ihm, dass „Roggisch seine Figuren analysiert und kommentiert, sie aus widersprüchlichen Situationen zusammensetzt, […] um bürgerliche Verhaltensweisen aufzudecken und zu kritisieren, aus der Absicht, bürgerliche Verhältnisse zu überwinden oder zu verändern […]“.
Die Zeitschrift Theater heute schrieb in Heft 9 des Jahrgangs 1977: „Und dann gab es in Stuttgart eine Aufführung, in der Palitzsch seinen diffizilen Realitätssinn im Zusammenwirken mit zwei Schauspielern meisterhaft an einem Stück wirksam werden ließ, das bis dahin als verrätseltes Parabel verstanden worden war: Becketts ‚Warten auf Godot‘. Die beiden Wartenden waren eben wartende Landstreicher, gespielt von Gerhard Just und Peter Roggisch. Ihr Warten trat nicht auf der Stelle, sondern war ausgefüllt von menschlicher Realität von dem Prozess der vielfältigen Beziehungen zwischen den beiden Wartenden. So deutlich und genau jede Phase dieses Prozesses vorgeführt wurde, so sehr blieb jede Einzelheit zart, verletzlich, liebevoll. Ein heiter-nüchterner Abend, an dem sich Justs Massigkeit und Steifigkeit so weit verfeinerte wie sich die Empfindungsschnelligkeit und -flüssigkeit von Peter Roggisch festigte, überprüfbar wurde. Die beiden zeigten, was das ist: Zusammenspiel.“

## Theaterrollen
- 1958: Blick zurück im Zorn von John Osborne, Bern
- 1961: Ferdinand in Egmont von Johann Wolfgang von Goethe, Regie: Leopold Lindtberg, Burgtheater Wien
- 1961: James Hogan in Die Reise von Georges Schehadé, Regie: Axel Corti, Wien
- 1961/62: Tom in Die Glasmenagerie von Tennessee Williams, Hamburg
- 1967: König Heinrich in Die Rosenkriege I und II nach Heinrich VI. von William Shakespeare, Regie: Peter Palitzsch, Staatstheater Stuttgart
- 1967: Fürst in Marija von Isaac Babel, Regie: Peter Palitzsch, Stuttgart
- 1968: Trofimov in Der Kirschgarten von Anton Tschechow, Regie: Peter Zadek, Stuttgart
- 1968: Titelrolle in Toller von Tankred Dorst (Uraufführung), Regie: Peter Palitzsch, Stuttgart
- 1970: Rigault in Die Tage der Commune von Bertolt Brecht, Regie: Hans Hollmann, Stuttgart
- 1970: Prinz Heinrich in Heinrich IV. von Shakespeare, Regie: Peter Palitzsch, Stuttgart
- 1971: Titelrolle in Hölderlin von Peter Weiss, Regie: Peter Palitzsch, Stuttgart
- 1971/72: Estragon in Warten auf Godot von Samuel Beckett, Regie: Peter Palitzsch, Stuttgart
- 1972: Titelrolle in Hamlet von Shakespeare, Regie: Peter Palitzsch, Stuttgart
- 1972: Thersites in Troilus und Cressida von Shakespeare, Regie: Hans Neuenfels, Schauspiel Frankfurt
- 1972/73: Helmer in Nora von Henrik Ibsen, Regie: Hans Neuenfels, Frankfurt
- 1973: Titelrolle in Traum und Leben des Prinzen Sigismund von Calderón in einer Bearbeitung von Augusto Fernandes, Regie: derselbe, Frankfurt
- 1973: Eilert Lövborg in Hedda Gabler von Ibsen, Regie: Hans Neuenfels, Frankfurt
- 1973: Hassenreuther in Die Ratten von Gerhart Hauptmann, Regie: Hans Neuenfels, Frankfurt
- 1974: Titelrolle in Baal von Brecht, Regie: Hans Neuenfels, Frankfurt
- 1975: Puntila in Herr Puntila und sein Knecht Matti von Brecht, Regie: Hans Neuenfels, Frankfurt
- 1976: Hauptmann in Woyzeck von Georg Büchner, Regie: Peter Palitzsch, Frankfurt
- 1977: Siebenmark in Der arme Vetter von Ernst Barlach, Regie: Frank-Patrick Steckel, Frankfurt
- 1978: Kellner in Im weißen Rößl von Ralph Benatzky, Regie: A. Wagner, Frankfurt
- 1979: Teiresias in Antigone von Sophokles, Regie: Hans Neuenfels, Frankfurt
- 1979: Titelrolle in Othello von Shakespeare, Regie: Peter Palitzsch, Frankfurt
- 1979: König Philipp II. in Don Karlos von Friedrich Schiller, Regie: Peter Palitzsch, Frankfurt
- 1980: Hamlet in Die Hamletmaschine von Heiner Müller, Regie: Walter Adler, Frankfurt
- 1980: Titelrolle in Richard II. von Shakespeare, Regie: Frank-Patrick Steckel, Bremen
- 1981: Vater in Sechs Personen suchen einen Autor von Luigi Pirandello, Regie: Klaus Michael Grüber, Freie Volksbühne Berlin
- 1981: Dr. Schön in Lulu von Frank Wedekind, Regie: Nicolas Brieger, Schillertheater Berlin
- 1982: Titelrolle in Othello von Shakespeare, Regie: Hans Gratzer, Frankfurt
- 1983: Dorfrichter Adam in Der zerbrochene Krug von Heinrich von Kleist, Regie: Ernst Wendt, Deutsches Schauspielhaus Hamburg
- 1984: Titelrolle in Der Tod des Empedokles von Friedrich Hölderlin, Regie: Frank-Patrick Steckel, Hamburg
- 1984: Saladin in Nathan der Weise von Gotthold Ephraim Lessing, Regie: Johannes Schaaf, Salzburger Festspiele
- 1985: Gloster in König Lear von Shakespeare, Regie: Klaus Michael Grüber, Schaubühne Berlin
- 1985: Erzähler in Sankt-Bach-Passion von Mauricio Kagel, Leitung: derselbe, Berliner Festwochen (Uraufführung) und weitere
- 1985: Mephisto in Faust von Johann Wolfgang von Goethe, Regie: Hans Neuenfels, Freie Volksbühne Berlin
- 1987: Antonius in Antonius und Cleopatra von Shakespeare, Regie: Frank-Patrick Steckel, Schauspielhaus Bochum
- 1988: Teiresias in Antigone von Sophokles, Regie: Peter Mussbach, Bochum
- 1988: Titelrolle in Onkel Wanja von Tschechow, Regie: Christof Nel, Bochum
- 1989: Hofnarr in Was ihr wollt von Shakespeare, Regie: Andrea Breth, Bochum
- 1990: Titelrolle in Timon von Athen von Shakespeare, Regie: Frank-Patrick Steckel, Bochum
- 1991/92: Hamm in Endspiel von Beckett, Regie: Jürgen Gosch, Bochum
- 1993: Alceste in Der Menschenfeind von Molière, Regie: Frank-Patrick Steckel, Bochum
- 1994: Titelrolle in Herr Paul von Tankred Dorst (Uraufführung), Regie: Jossi Wieler, Hamburg
- 1995: Polonius in Hamlet von Shakespeare, Regie: Frank-Patrick Steckel, Bochum
- 1998: Geschichten aus dem Wiener Wald von Ödön von Horváth, Regie: Martin Kušej, Thalia-Theater Hamburg
- 1999: Titelrolle in Der Kaufmann von Venedig von Shakespeare, Hamburg
- 2000: Gespenstersonate von August Strindberg, Regie: Martin Kušej, Hamburg

## Regiearbeiten
- 1977/78: Leonce und Lena von Georg Büchner, Frankfurt am Main
- 1992: Die Stühle von Eugène Ionesco, Bochum
- 1998: Die Laune des Verliebten von Goethe, Hamburg

## Filmografie
- 1965: Dr. Hewitson in Zeitsperre, Regie: Theo Mezger (Fernsehen)
- 1966: Hermann Geßler in Wilhelm Tell von Schiller, Regie: Karl Vibach (Fernsehen)
- 1969: Titelrolle in Heinrich VI. – Der Krieg der Rosen, 1. Teil nach Shakespeare, Regie: Heribert Wenk, Peter Palitzsch (Fernsehen)
- 1969: Professor Eichler in Alma Mater, Regie: Rolf Hädrich (Fernsehen)
- 1971: Staatsanwalt Portheine in Tatort: Der Richter in Weiss, Regie: Peter Schulze-Rohr (Fernsehreihe)
- 1972: Royaard in Van der Valk und das Mädchen, Regie: Peter Zadek (Fernsehen)
- 1974: Eilert Lövborg in Hedda Gabler von Ibsen, Regie: Hans Neuenfels, Heribert Wenk (Fernsehen)
- 1977: Bankdirektor Quaas in Tatort: Flieder für Jaczek, Regie: Fritz Umgelter (Fernsehreihe)
- 1983: Jack Lyons in Die Krimistunde, Regie: Egon Günther (Fernsehserie, Folge 4, Episode: „Der Blick des Witwers“)
- 1985: Großer Chef in Der Angriff der Gegenwart auf die übrige Zeit, Regie: Alexander Kluge
- 1989: Prinz Heinrich in Das Spinnennetz, Regie: Bernhard Wicki (Fernsehen)
- 1991: Niels Bohr in Ende der Unschuld, Regie: Frank Beyer (Fernsehen)
- 1992: Obergruppenführer in Schtonk!, Regie: Helmut Dietl
- 1997: Herr Breuer in Derrick: Eine kleine rote Zahl, Regie: Eberhard Itzenplitz (Fernsehserie)
- 1997: Wolfgang Gobel in Der Alte: Der Tod der Eltern, Regie: Hans-Jürgen Tögel (Fernsehserie)
- 1998: Dr. Schmidt-Weber in Der König von St. Pauli, Regie: Dieter Wedel (Fernsehen)
- 1998: Anwalt Ahrendt in Rosenzweigs Freiheit, Regie: Liliane Targownik
- 1998: Hans Leun in Rosa Roth: Jerusalem oder die Reise in den Tod, Regie: Carlo Rola (Fernsehreihe)
- 1998: Herbert Niedenfels in Totalschaden von Thorsten Näter
- 1999: Heribert Vogt in Nichts als die Wahrheit, Regie: Roland Suso Richter
- 1999: Manfred Grabowski in Der Solist – Kein Weg zurück, Regie: Carlo Rola (Fernsehen)
- 2000: Albert Papenbrock in: Jahrestage Familiensaga von Margarethe von Trotta
- 2000: Richter in Sass, Regie: Carlo Rola
- 2001: Manfred Grabowski in Der Solist – Kuriertag, Regie: Stephan Wagner (Fernsehen)

## Hörspiele (Auswahl)
- 1965: Jerry, ein Polizist, in Im Zeichen der Fische von Michael Almaz, Regie: Otto Düben (SDR)
- 1966: Das Glück von Ernst Meister, Regie: Cläre Schimmel (SDR/SR)
- 1967: Jasper in Das Aquarium von Christa Reinig, Regie: Raoul Wolfgang Schnell (SDR)
- 1968: Ventola in Mord zum Zeitvertreib von Tauno Yliruusi, Regie: Otto Kurth (SDR)
- 1968: Ansager in Kaspar von Peter Handke, Regie: Otto Düben (SDR)
- 1969: 3. Sprecher in Ein Schiff bauen von Kay Hoff, Regie: Otto Düben (SDR)
- 1969: 17 Hörspiele in Stereo von Gabor Altorjay, Regie: Dieter Carls (SDR)
- 1969: Junger Mann in Die Einladung von Tootsie Barbault, Regie: Günther Sauer (SDR)
- 1969: Che – eine Tragödie, die andauert von Matija Bécković und Dušan Radović, Regie: Hans Neuenfels (SDR/BR/WDR)
- 1970: Ian in Pre-Paradise Sorry Now von Rainer Werner Fassbinder, Hörspielbearbeitung und Regie: Peer Raben und der Autor (SDR)
- 1973: Deadline USA von Carl Weissner, Regie: Hermann Naber (HR/WDR)
- 1973: Jens van Leuben in Ausbruch von Heinz-Joachim Frank, Regie: Andreas Weber-Schäfer (SDR/WDR)
- 1975: Glaubensanwalt in Der Fall Judas von Walter Jens, Regie: Claus Villinger (NDR)
- 1975: Neil Summer in Expedition ins Niemandsland von Herbert W. Franke, Regie: Andreas Weber-Schäfer (SDR)
- 1979: Max in Der Mörder klingelt nicht von Hans Häußler, Regie: Günther Sauer (HR/SWF)
- 1981: Willi Abend in Der Dauerklavierspieler von Horst Laube, Regie: Walter Adler (SDR)
- 1982: Feldwebel in Mein Sommernachtstraum von Christoph Buggert, Regie: Walter Adler (WDR/SFB)
- 1983: Der lange Augenblick des Todes von Hubert Wiedfeld, Regie: Hans Gerd Krogmann (NDR/BR)
- 1987: Direktor II in Janus oder Das Programm der Zukunft von Zvonimir Bajsic, Regie: Ulrich Gerhardt (SWF/SFB)
- 1991: Koller in Das Treffen der Ärzte von Astrid Litfaß, Regie: Ulrich Heising (SWF)
- 1993: Ohne einander nach dem gleichnamigen Roman von Martin Walser, Regie: Otto Düben (SDR)
- 1994: Psychiater und Richter in Ich wünsche mir jede Nacht einen Traum von Michael Farin, Regie: Stefan Hardt (BR)
- 1995: Paul Parsky in Der Mann des Zufalls von Yasmina Reza, Regie: Charles Benoit (DRS)
- 1996: Titelrolle in Montalbanos Irrtum von Dirk Schmidt und Pierre Mattern, Regie: Norbert Schaeffer (NDR)
- 1996: Bailey in Letzte Reise von Ria Endres, Regie: Ulrich Lampen (SWF)
- 1997: Commissaire Vionnet in Hetzjagd von Brian Moore, Bearbeitung und Regie: Alexander Schuhmacher (SWR)
- 1999: Goethes Großvater in Die Geister, die ich rief – Aus Goethes Kinderjahren von Uwe Storjohann, Regie: der Autor (NDR)
- 1999: Johann Wolfgang das Kind – die Kinderjahre Goethes, Regie: Uwe Storjohann (NDR, CD: Berlin 2005, ISBN 3-8291-1563-6)
- 1999: Floyd Benson in Der Himmel von Hollywood von Leon de Winter, Regie: Christoph Dietrich (WDR)
- 2000: Ein armer verlassener Mann sieht in einen grauen Sonntag mit Regen von Gottfried Benn und Norbert Jochum, Regie: Alfred Behrens (HR)